# Charles Coppieters 't Wallant
Jonkheer Charles (Charley) Coppieters 't Wallant (Elsene, 18 maart 1903 - Knokke-Heist, 4 april 1986) was een Belgisch verzetsman, majoor in het Geheim Leger.

## Levensloop
Charles Coppieters was de oudste zoon van cavaleriekapitein Frédéric Coppieters 't Wallant en Marthe Lenaerts.
Hij vestigde zich in Knokke en werd er commandant van de Passieve Luchtbescherming. Vanaf de eerste bezettingsmaanden vormde hij een kern van verzetslui. De groep breidde snel uit en telde weldra tweehonderd leden.
In een eerste fase was de groep betrokken bij de exfiltratie van Engelse militairen die in België waren achtergebleven. Vanaf einde 1940 begon ze inlichtingen te verzamelen over de versterkingen langs de kust, in het zogenaamde Sperrgebiet, en die door te seinen naar Londen. Hiervoor trad Coppieters in contact met het Geheim Leger en sloot er zijn groep bij aan. Net als zijn broer Alfred werd hij er bevorderd tot majoor.
Vanaf september 1941 begon hij ook met de sluikbladen De Zeegalm (200-250 exemplaren) en L'Echo de la Mer (50 exemplaren). Charley Coppieters was er de redacteur van en de blaadjes werden bij hem thuis of bij zijn ouders gepolykopieerd.
De verspreiding van een spotprent waarop Hitler en Mussolini belachelijk werden gemaakt, had de arrestatie van 19 Knokkenaars tot gevolg, met inbegrip van Charley Coppieters. Hij werd aangehouden op 16 april 1942 en gedurende twee weken ondervraagd en gemarteld. Vervolgens werd hij naar Duitsland gedeporteerd. In februari 1943 werd hij veroordeeld tot zes jaar dwangarbeid. Na in de gevangenissen van Bochum, Hannover en Hameln te zijn opgesloten, verbleef hij vanaf mei 1943 in het concentratiekamp van Sonnenburg. In oktober 1944 werd hij gedeporteerd naar het concentratiekamp van Sachsenhausen en tewerkgesteld in de vliegtuigenfabriek Heinkel. De SS verplichtte hem vanaf 21 april 1945 tot de Dodenmars. Hij overleefde en kwam op 22 mei 1945 in gehavende toestand terug in België aan. 
Na de oorlog werd hij provinciecommandant van de territoriale wacht voor West-Vlaanderen. Hij werd lid van de Hoge Raad voor oorlogsinvaliden.
Coppieters trouwde in 1926 met Marcelle de Maleingreau d'Hembise (1903-1993). Ze kregen drie zonen.

## Thierry Coppieters 't Wallant
De oudste zoon van Charles, Thierry Coppieters 't Wallant (1927-2025), was pas vijftien toen hij deelnam aan de sluikpersactiviteiten van zijn vader. Bij de Bevrijding werd hij oorlogsvrijwilliger. Na de oorlog was hij actief in vaderlandslievende verenigingen. Hij was voorzitter van de Koninklijke federatie van oorlogsvrijwilligers 14-18 en 40-45, voorzitter van de Unie van de sluikpers, vicevoorzitter van de Hoge Raad voor oorlogsinvaliden. 
Hij trouwde in 1955 met Francine de Lanier (1932). Ze kregen drie kinderen.